# Eucalyptus curtisii
Eucalyptus curtisii là một loài thực vật có hoa trong Họ Đào kim nương. Loài này được Blakely & C.T.White mô tả khoa học đầu tiên năm 1930.

## Hình ảnh

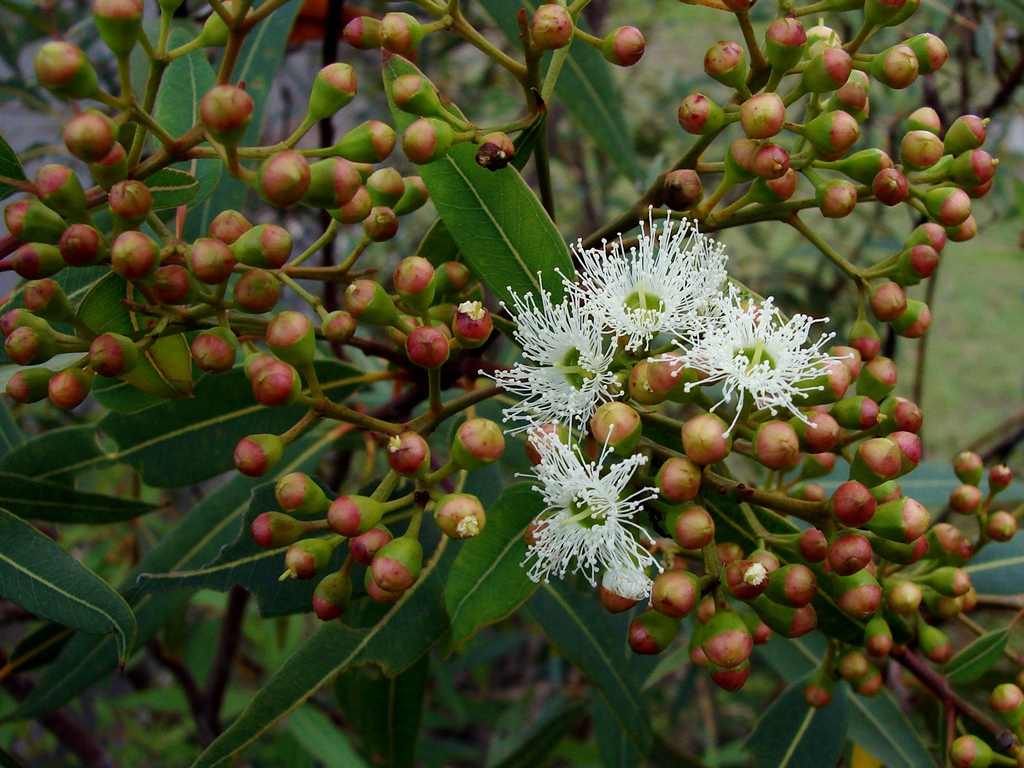
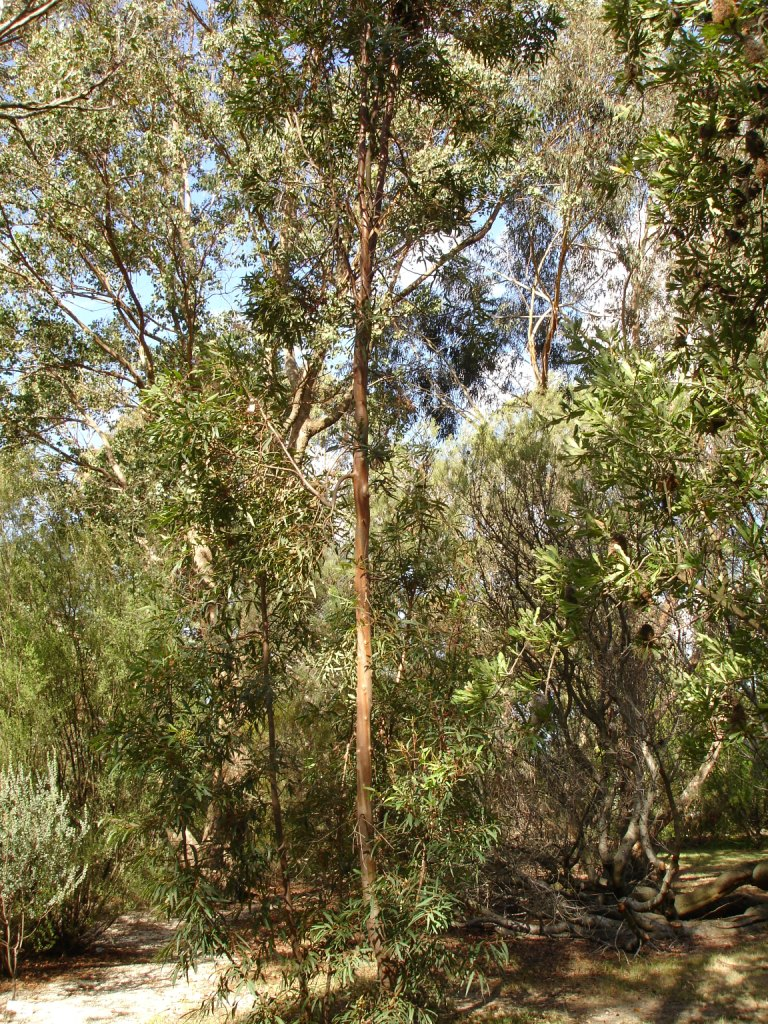